# 里士满桥
里士满桥（英語：Richmond Bridge）是一座位于澳大利亚塔斯马尼亚里士满的拱桥，距离霍巴特北面25公里，是澳大利亚仍旧在使用的最老的桥。

## 历史
里士满桥奠基于1823年12月11日，使用囚犯作为劳工建造，于1825年竣工。最初桥的名称为比格桥，以皇家委员约翰·比格命名，他于1820年认可了建筑该桥的必要性。
2005年11月25日，里士满桥被认定为重要的历史遗迹，列入澳大利亚遗产列表。

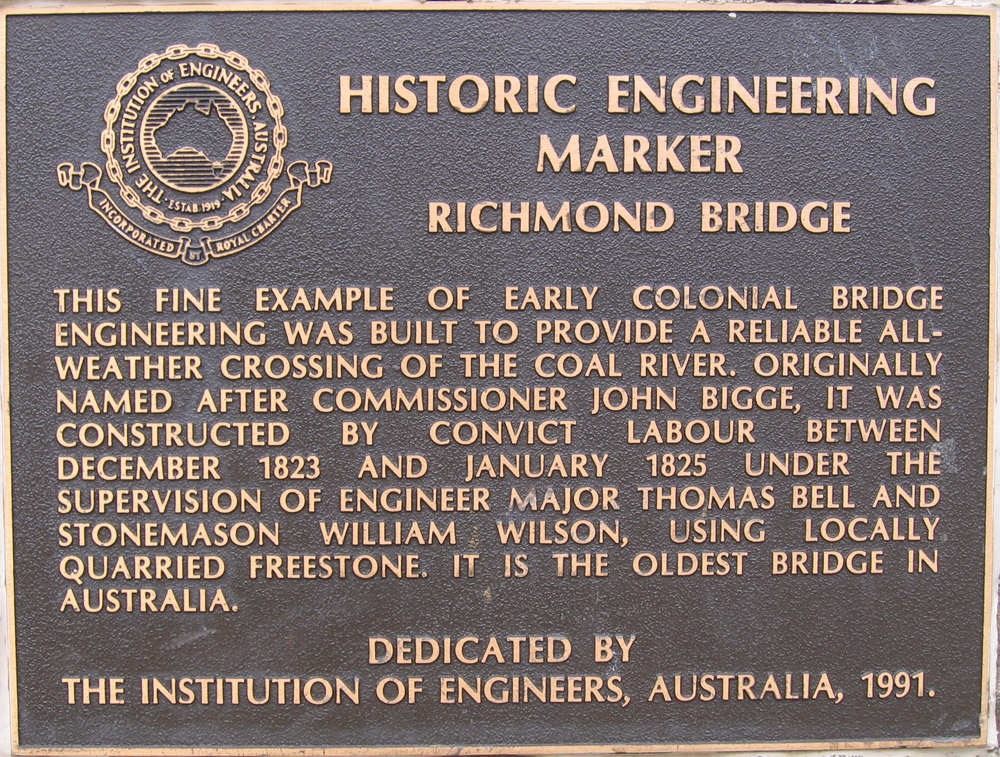
里士满桥上所立建橋歷史紀念碑

## 结构
里士满桥的原料为布彻斯山（Butchers Hill）采石场的沙岩，由囚犯使用手推车运到建造地。桥一共有四个大拱，两个小拱，拱的跨度分别为4.3、8.1、8.3、8.5、8.3和4.1米，根据水流的特点而设计。

## 外部連結
- Discover Tasmania Website, 于2009年7月18日查阅。. （英文）